# Arcoverde
Arcoverde es un municipio brasileño del estado de Pernambuco. Tiene el cuarto mayor PIB del Sertón de Pernambuco, atrás apenas de Sierra Talhada, Petrolândia y Petrolina.

## Geografía
Se localiza a una latitud 08º25'08" sur y a una longitud 37º03'14" oeste, estando a una altitud de 663 metros y a 252 km de la capital.
Posee un área de 380,64 km². En 2010, el censo demográfico realizado por el Instituto Brasileño de Geografía y Estadística (IBGE) apuntó su población en 115.157 habitantes.
El municipio está incluido en el área geográfica de cobertura del semiárido brasileño, definida por el Ministerio de la Integración Nacional en 2005. Esta delimitación tiene como criterios el índice pluviométrico, el índice de aridez y el riesgo de sequía.
El municipio de Arcoverde se inserta en la unidad geoambiental de la Meseta de la Borborema. Su vegetación nativa está compuesta por Vegetacións Subcaducifólica y Caducifólica, propias de las áreas agrestes.
Arcoverde se encuentra en los territorios de las Cuencas Hidrográficas de los Ríos Ipanema y Moxotó. Tiene como principales tributários el Río Ipojuca y los arroyos del Ipojuca, Beija-Mão, Salgado, Jucurutu, del Zumbi, de la Atravessada, Mororó, del Cafundó y Laguna Sequía, todos de régimen intermitente. Cuenta también con las represas Municipal y del Zumbi.
Arcoverde Population total 2020 119.716:
Urbana:92.177
Rural:19.241
Hombres:51.757
Mujeres:54.221